# Записи питомца Жана Женеа
Записи питомца Жана Женеа је биографски роман аустијског књижевника Јозефа Виклера написан 1992. године. Издање на српском језику објавила је издавачка кућа Карпос 2016. године у преводу Паоле Петрић.

## О аутору
Јозеф Винклер је рођен 1953. у Камерингу (Корушка). Објавио је десетине романа који садрже аутобиографске елементе и многи говоре о теми смрти и тескобе. Добитник је бројних награда за књижевност.

## О роману
Романом Записи питомца Жана Женеа аутор је изјавио љубав познатом лопову и писцу Жану Женеу. Књига је и увод у  дело Жана Женеа.
Оно што истиче роман Записи питомца Жана Женеа јесте слободарско непристајање на канон.

## Радња
У првом поглављу романа приказана је Виклерова потрага за Женеовом посмртном постељом, а у последњем поглављу  трагање за Женеовим гробом у Мароку. Између тога Винклер у више поглавља говори о Женеовом животу и писању. 
Аутор је усперио пажњу ка „питомцу“ разноразних социјалних и казнених установа, ка Женеовом окрутном детињству и младости.

## Поглавља
- Погреб - потребни су венци
- Певци црквеног хора који њишу на ветру кадионице прекривене зеленом патином
- А моја је дубока чежња да будем нечовечан
- Снежна олуја која лопову помаже да побегне
- Једини начин да измакнете ужасавању од ужасавања јесте да му се препустите
- У себи носим кланицу о којој ће поезија морати да проговори
- Сасвим кратак чланак, на лошој хартији, нека врста сивог пепела
- Ланци робова на галијама су говорили: Лоза. Које грожђе је носила?
- Према томе, ако више не бих желео да пишем, ја бих "дословно" умро
- Тако дуго сам горео, горео од усијане мржње, да сам се претворио у пепео
- Чуо сам кас коња који су вукли кола што ће погубљеног превести до малог гробља
- Два анђела, заморена летењем, која су слетела на телеграфски стуб
- И то је заправо светлост, која је живот по Небу, упркос Богу
- Говорим о земљи којој је скинута кожа са леђа
- Коњ ко9ји је вукао мртвачка кола се уморио. Два хорска дечака, од којих један у руци држи лепезу од тамјана, тајно звиждукају шлагер[3]